# Valeriana neglecta
Valeriana neglecta är en kaprifolväxtart som beskrevs av Rodrigo Bernal. Valeriana neglecta ingår i släktet vänderötter, och familjen kaprifolväxter. Inga underarter finns listade i Catalogue of Life.